# Vinaigrier (récipient)
Pour les articles homonymes, voir Vinaigrier.

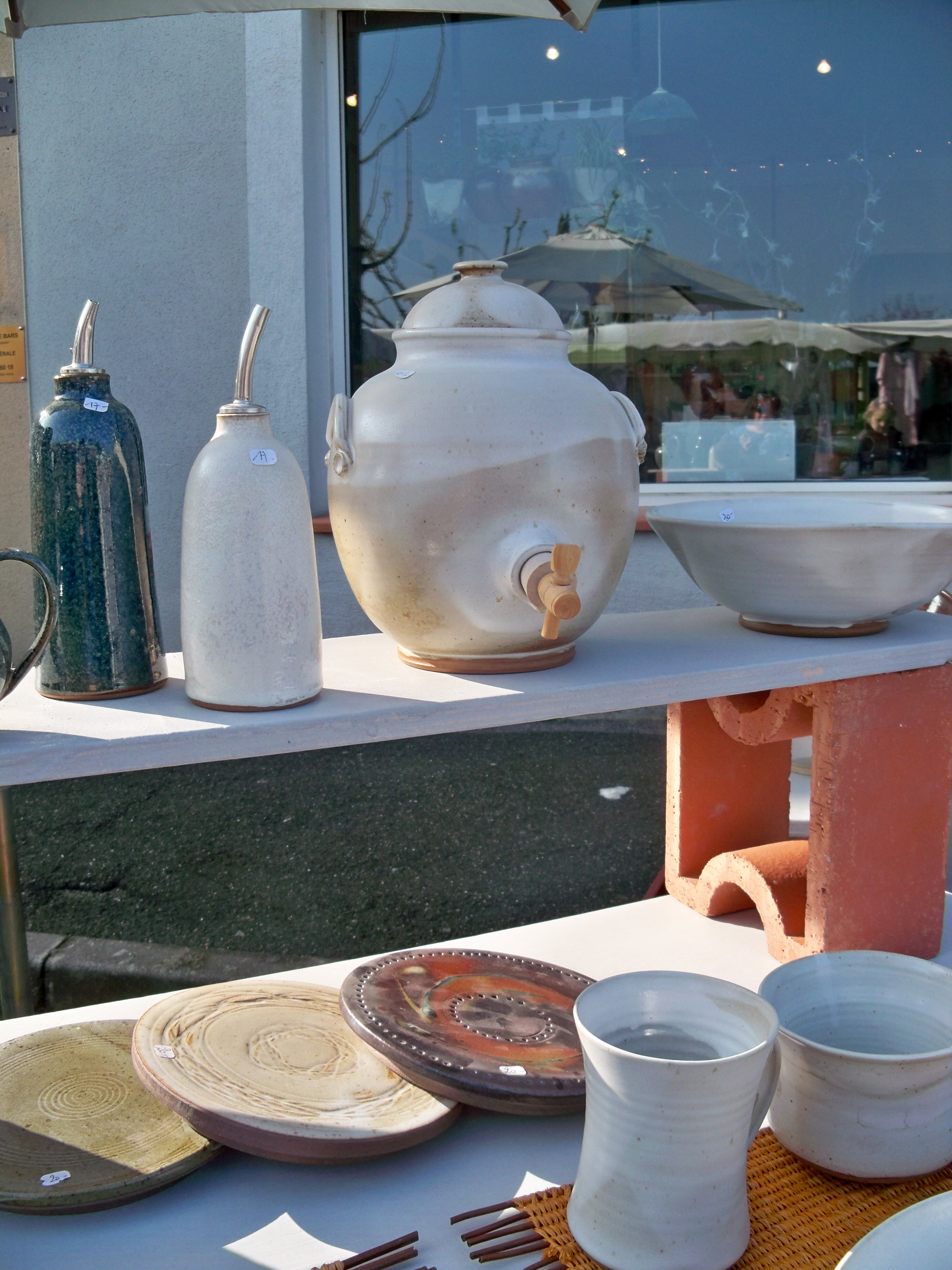
Au centre, vinaigrier sur le marché de Coustellet.

Un vinaigrier est un récipient utilisé pour la fermentation du vinaigre, sa conservation et son soutirage.
Les vinaigriers à usage domestique peuvent affecter la forme d'un pot, d'un petit fût ou tonnelet, d'une cruche. Leur matière constitutive peut être la terre, le bois ou le métal. Ils présentent une ouverture supérieure pour verser le liquide, fermée par un bouchon ou un couvercle, et un orifice à la partie inférieure, avec un bouchon ou un robinet, pour soutirer le vinaigre.
La cannelle est le robinet placé au bas de la cruche ou du tonnelet pour tirer le vinaigre.
Pour faire le vinaigre, on utilise une « mère ».